# N’djili nemzetközi repülőtér
A N’djili nemzetközi repülőtér (IATA: FIH, ICAO: FZAA), más néven Kinshasai nemzetközi repülőtér, Kinshasa városának fő repülőtere, a Kongói Demokratikus Köztársaság négy nemzetközi repülőtere közül a legnagyobb. A repülőtér a város Nsele kerületében fekszik. Az ország három legfontosabb légitársaságának (Bravo Air Congo, Hewa Bora Airways és Wimbi Dira Airways) bázisrepülőtere.
2004-ben 516 345 utas fordult meg a repülőtéren, mely 17,9%-os növekedést jelent 2003-hoz képest. Vészhelyzet esetére a NASA bármely űrrepülője számára alternatív leszállóhelyként választották ki a repülőteret.

## Légitársaságok és úticélok
2023-ban a N’djili nemzetközi repülőtérről az alábbi járatok indulnak:

### Személy
| Légitársaság                   | Célállomások                                                                                                |
| ------------------------------ | --- |
| Air Côte d'Ivoire              | Abidjan, Johannesburg–O. R. Tambo, Libreville                                                               |
| Air France                     | Párizs-Charles de Gaulle repülőtér                                                                          |
| Air Kasaï                      | Gemena, Kananga, Mbandaka, Mbuji-Mayi                                                                       |
| ASKY Airlines                  | Brazzaville, Libreville, Lomé                                                                               |
| Brüsszel Airlines              | Brüsszel |
| Compagnie Africaine d'Aviation | Boende, Goma, Kananga, Kindu, Kisangani, Lodja, Lubumbashi, Mbandaka, Mbuji-Mayi                            |
| Congo Airways                  | Douala, Goma, Johannesburg–O. R. Tambo, Kananga, Kindu, Kisangani, Lubumbashi, Mbandaka, Mbuji-Mayi, Moanda |
| EgyptAir                       | Cairo |
| Ethiopian Airlines             | Addis Ababa                                                                                                 |
| Kenya Airways                  | Nairobi–Jomo Kenyatta                                                                                       |
| Royal Air Maroc                | Casablanca                                                                                                  |
| Rwandair                       | Kigali, Libreville                                                                                          |
| South African Airways          | Johannesburg–O. R. Tambo                                                                                    |
| TAAG Angola Airlines           | Luanda |
| Turkish Airlines               | Istanbul |
| Uganda Airlines                | Entebbe |

### Cargo
| Légitársaság             | Célállomások                    |
| ------------------------ | ------------------------------- |
| Cargolux                 | Luxembourg                      |
| Ethiopian Airlines Cargo | Addis Ababa                     |
| Turkish Cargo            | Istanbul, Nairobi–Jomo Kenyatta |

## Balesetek
2007. október 4-én az Africa One légitársaság Antonov An–26 típusú teherszállító repülőgépe szenvedett balesetet nem sokkal felszállás után. A repülőgép egy zsúfolt piacra esett. A fedélzeten utazó – egyes jelentések szerint – 28 személy közül ketten élték túl a balesetet, mely a piacon további 49 áldozatot követelt 